# Clube Internacional de Cricket
Le Clube Internacional de Cricket était un club brésilien de football basé à Salvador dans l'État de Bahia.
Il remporte le premier championnat de Bahia en 1905, ce constitue son unique succès dans cette compétition.

## Palmarès
- Championnat de Bahia :
  - Champion : 1905